# Кесвик, Тесса
Тесса Кесвик (англ. Tessa Keswick, Lady Keswick, урождённая достопочтенная Аннабель Тереза Фрейзер (англ. Annabel Terese Fraser), 15 октября 1942 — 13 сентября 2022) — британский политический аналитик, работала в Центре политических исследований и была ректором Букингемского университета с 2014 по 2020 год.

## Профессиональная карьера
Кесвик была специальным политическим советником Кеннета Кларка с 1989 по 1995 год. В то время она работала в Государственном департаменте здравоохранения, Министерстве образования и науки, Министерстве внутренних дел и Казначействе Её Величества.
После ухода с этой должности в 1995 году она стала исполнительным директором Центра политических исследований, а с января 2004 года по апрель 2017 года стала заместителем председателя Центра. В этой роли она внесла свой вклад, заказала и опубликовала более 100 брошюр по государственной политике, посвящённых Европейскому союзу, Конституции, закону и порядку, образованию, здравоохранению, налоговым и нормативным вопросам, а также проблемам женщин. Она писала на эти темы для большинства национальных газет, выступала на радио и телевидении.

## Журналистская деятельность
Кесвик публиковала статьи в The Daily Telegraph, The New Statesman, Financial Times и The Spectator и других изданиях.

## Книги
9 января 2020 года Кесвик опубликовала книгу «Цвет неба после дождя» о своих впечатлениях от китайцев и их культуры после десятилетий путешествий по Китаю и Дальнему Востоку.

## Другие должности
В сентябре 2013 года Кесвик была назначена директором Daily Mail and General Trust. В том же месяце она была избрана ректором Букингемского университета и занимала эту должность до 2020 года.
Она покровительствовала Британскому музею, Национальной галерее и Музею Виктории и Альберта. В июле 2007 года она стала сотрудником Королевского колледжа Лондона.

## Личная жизнь и смерть
Кесвик была дочерью Саймона Фрейзера, 15-го лорда Ловата, и Розамунд Делвес (урождённой Бротон). Она была замужем сначала за Хью Маккеем, 14-м лордом Реем, а затем с 1985 года за бизнесменом сэром Генри Кесвиком.
Кесвик умерла 13 сентября 2022 года в возрасте 79 лет.